# Nezumia obliquata
Nezumia obliquata är en fiskart som först beskrevs av Gilbert, 1905.  Nezumia obliquata ingår i släktet Nezumia och familjen skolästfiskar. Inga underarter finns listade i Catalogue of Life.